# Mingshan (sockenhuvudort i Kina, Hubei Sheng, lat 30,06, long 114,76)
Mingshan är en sockenhuvudort i Kina. Den ligger i provinsen Hubei, i den centrala delen av landet, omkring 74 kilometer sydost om provinshuvudstaden Wuhan. Antalet invånare är 35 403. Befolkningen består av 17 055 kvinnor och 18 348 män. Barn under 15 år utgör 20,0 %, vuxna 15-64 år 71 %, och äldre över 65 år 8,0 %.
Runt Mingshan är det tätbefolkat, med 636 invånare per kvadratkilometer. Närmaste större samhälle är Majiao, 16,3 km öster om Mingshan. Trakten runt Mingshan består till största delen av jordbruksmark.
Genomsnittlig årsnederbörd är 1 805 millimeter. Den regnigaste månaden är maj, med i genomsnitt 269 mm nederbörd, och den torraste är december, med 35 mm nederbörd.